# Виваха
Виваха (IAST: Vivāha) — обозначение брака в индуизме; одна из 16-ти санскар, выполняемых индусами.
По индийской традиции дхармашастр с древности девушки часто вступали в брак непосредственно перед достижением половой зрелости или сразу после. Идеальным браком считался такой, когда возраст невесты составляет треть от возраста жениха. Постепенно брачный возраст мужчин стал снижаться. Со Средневековья жених, как правило, был ненамного старше невесты. Непосредственным результатом этой традиции являются детские браки, распространившиеся в средние века и заключавшиеся ещё в недавнем прошлом. Поэтому часто жених и невеста видели впервые друг друга на самой свадьбе.
Виваха имела много форм в древний и классический периоды. Согласно Ману-смрити (III.20-34) существует восемь различных форм брака у индусов. Не все из них равноодобряемы религией. Одобрение в писаниях получили только первые четыре формы, а в настоящее время вообще признаны только формы брахма и асура.

## Восемь форм брака
Брахма. Когда юноша оканчивает ашраму брахмачарьи, он становится годным для заключения брака. Его родители идут к родителям или опекунам девушки, принадлежащей к хорошей семье и из той же варны, и просят у них руки дочери для своего сына. Отец девушки тщательно выбирает жениха, который должен быть сведущ в Ведах и быть из знатной семьи. Во времена смрити эта форма брака не знала приданого; девушка приходила лишь с двумя одеяниями и несколькими украшениями. Согласно дхарма-шастрам брахма-виваха является наилучшей формой брака.
Дайва. Если девушка выходила за жреца, часто как дар за жертвоприношение или иную услугу, то такой брак назывался дайва-виваха. В этом случае семья девушки в течение определённого периода ждала подходящего жениха, но если таковой не появлялся, то начинались поиски в местах совершения жертвоприношений. По отношению к форме брахма брак дайва находился ниже, так как поиски жениха для девушки считались унизительными.
Арша. В этом случае жених давал корову и пару быков отцу или опекуну невесты. Браки такого типа заключались, если родители девушки были не в состоянии обеспечить ей свадьбу по обряду дайва или брахма. В итоге девушки часто выходили за старых мудрецов. Согласно шастрам знатные браки не должны были включать денежного или иного обмена невесты, поэтому арша не признавалась знатной формой брака.
Праджапатья. При этой форме брака отец невесты сам искал жениха для дочери, который затем во время специального обряда паниграхана (взятие руки невесты) давал различные обязательства в отношении своей невесты. Брак заключался без выкупа и приданого. Сама свадебная церемония происходила уже после паниграханы.
Асура. В этом случае жених мог не во всём подходить для своей невесты, но путём дарения семье девушки различных богатств добивался всё же заключения брака, то есть попросту покупал её. Хотя в форме арша также был обмен (на коров и быков), но всё проходило без принуждения и насилия в отличие от формы асура.
Гандхарва. Когда жених и невеста заключали брак со взаимного согласия, но, возможно, без согласия своих родителей, он получал название гандхарва-виваха. Эта форма не одобрялась и считалась одной из худших. Описанная в эпосе «сваямвара» относится к этой форме: невеста из нескольких предполагаемых женихов выбирает сама наиболее ей подходящего.
Ракшаса- форма брака, при которой невесту увозят силой, иногда убивая её родных, и заставляют выходить замуж. Такой брак чаще встречался среди кшатриев, которые захватывали женщин как трофеи. Подобным образом легендарную царевну Ситу похитил вождь ракшасов Равана. Брак ракшаса всячески порицался.
Пайшача. При этой форме желание или нежелание девушки выйти замуж не спрашивалось, родные ничего не получали, а главным средством принуждения служил обман и обольщение. Девушками в этом случае часто овладевали тайком, в пьяном или сонном состоянии. Пайшача считался самым худшим браком.

## Церемония

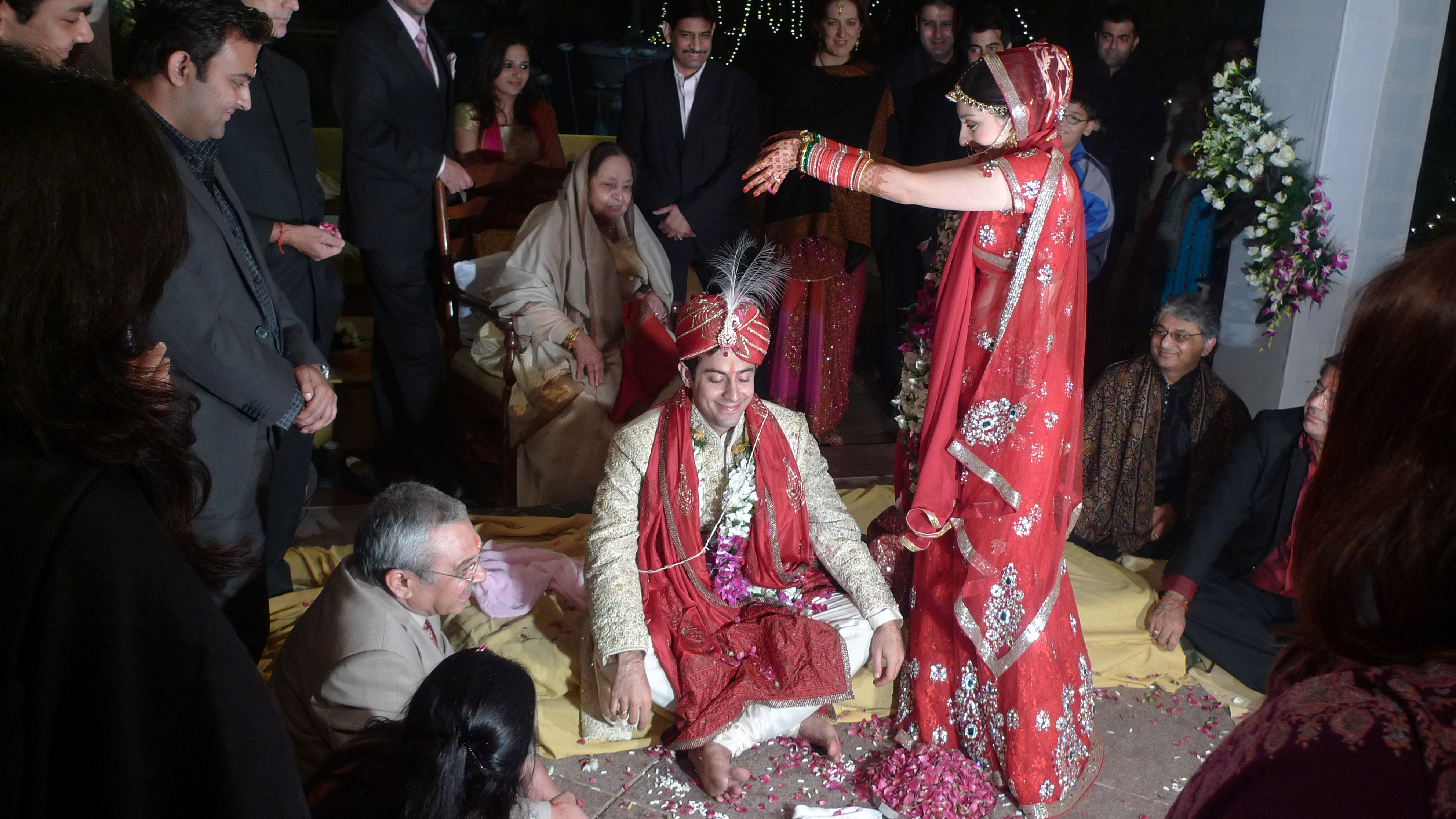
Церемония индуистской свадьбы

Описаний вивахи сохранилось множество. Главными источниками выступают грихья-сутры, которые обычно и начинались с описания свадебных церемоний. Также сведения содержатся в смрити, эпосе, пуранах.
Виваха в большинстве случаев состоит из множества отдельных обрядов, как общераспространённых, так и совершаемых по местной традиции. Так жениха, прибывшего в дом невесты, тесть угощал специальным медовым напитком (мадхупарка). Хотя свадьбу обычно играли в доме жениха, платили за всё родители невесты. Обязательным считается перед вивахой омовение молодых и натирание их благоухающими маслами.
Среди многих особенностей вивахи, дошедших из древности до наших дней, следует отметить следующие церемонии: паниграхана, когда жених берёт руку невесты; зажигание домашнего огня и начальное приношение (пуджа) богам (обычно Вишну или Шиве, Лакшми, Сарасвати и Ганеше), совершаемое новой парой; бросание жрецом в огонь риса, кусочков ашваттхи и баньяна; агни-прадакшина, обхождение ритуального огня слева направо; саптапади, совершение невестой семи шагов на север от костра, после чего молодые считаются уже мужем и женой; пратисарабандха (в древности канканабандхана), завязывание вокруг запястья невесты шнура, носящего название «мангаласутра» и носимого женой до самой смерти мужа; параспарасамикшана, всматривание невесты и жениха друг в друга после устранения разделяющей их ткани; ашмарохана, помещение три раза ноги невесты на точильный камень для укрепления её верности мужу; показывание полярной звезды Дхрува невесте, также как и звезды Арундхати, жены риши Васиштхи, которая вместе с Дхрувой является образцом верности мужу.
После совершения второстепенных ритуалов, составляющих вместе виваху, пара должна получить благословение родителей и пройти в свою комнату. При этом три дня они должны поститься, совершать обряды, думать о будущем и блюсти целомудрие.